# Солеймани, Алиреза
Алиреза Солеймани Карбалаи (перс. اعلیرضا سلیمانی کربلایی‎; 2 февраля 1956, Тегеран, Иран — 21 мая 2014, там же) — иранский борец вольного стиля, победитель первенства мира по борьбе в Мартиньи (1989).

## Спортивная карьера
Участник трёх чемпионатов мира. Одержав победу на мировом первенстве в Мартиньи (1989), стал первым иранским супертяжеловесом-«вольником», добившемся такого результат. На летних Олимпийских играх в Барселоне (1992) был знаменосцем иранской команды, занял итоговое шестое место. Победитель Азитатских игр в Сеуле (1986), четврехкратный чемпион Азии (1981, 1983, 1989. 1991), бронзовый призёр (1979).
Также являлся шестикратным чемпионом Ирана в национальном виде борьбы Варзеше-Бастани.